# René Adler
René Adler (Lipcse, 1985. január 15. –) német labdarúgó.

## Pályafutása

### Klubcsapatban
Adler a 2006-07-es szezonban Hans-Jörg Butt tartalékjaként vágott neki a szezonnak a Bayer Leverkusen színeiben. Február 25-én Butt eltiltását követően ő került be a kezdőbe a Schalke 04 elleni Bundesliga mérkőzésen. Adler földöntúli bravúrokat mutatott be és a "királykék" alakulat nem tudta bevenni a kapuját. A csattanó a meccs végére maradt hiszen a 90+1 percben Kiesling góljával a gyógyszergyáriak nyerték meg a meccset 1-0 arányban. A mérkőzés után a Hét játékosa lett Németországban. Egy hét múlva egy VfB Stuttgart elleni győzelmet ünnepelhetett, majd Hamburgban védte ki a hazai csatárok szemét, többek között Van der Vaart tizenegyesét is hárítva. Az első három meccs eredménye: a Leverkusen megszakította a Schalke 13 és a Stuttgart 5 mérkőzés óta tartó veretlenségi sorozatát, valamint a Hamburg négymeccses győzelmi szériáját is. Németország a jövő nagy kapusának megszületését ünnepelte, csak a tizenegyes-specialista Butt nem örült: Adler kiszorította a kapuból a 324 meccsen 26 Bundesliga-gólt jegyző veteránt.

### A válogatottban
Joachim Löw kiszemelt Lehmann utódja Manuel Neuer mellett. A 25 éves tehetséges ifjú a 2010-es világbajnokság előtt végig védte a selejtezőket és az egyik barátságos meccsen megsérült így lemaradt a 2010-es VB-ről, helyette Manuel Neuer lett az első számú hálóőr.

## Sikerei, díjai
Válogatott
- UEFA Európa-bajnokság ezüstérmes – 2008

Egyéni díjak
- Legjobb Bundesliga kapus: 2008

Leverkusen
- Ezüstérmes Bundesliga : 2011

## Statisztikái

### Klub
| Klub                | Szezon         | Liga                | Liga            | Liga  | Kupa            | Kupa  | Nemzetközi      | Nemzetközi | Egyéb           | Egyéb | Összesen        | Összesen |
| Klub                | Szezon         | Bajnokság           | Pályára lépések | Gólok | Pályára lépések | Gólok | Pályára lépések | Gólok      | Pályára lépések | Gólok | Pályára lépések | Gólok    |
| ------------------- | -------------- | ------------------- | --------------- | ----- | --------------- | ----- | --------------- | ---------- | --------------- | ----- | --------------- | -------- |
| Bayer Leverkusen II | 2002–2003      | Regionalliga Észak  | 8               | 0     | —               | —     | —               | —          | —               | —     | 8               | 0        |
| Bayer Leverkusen II | 2005–2006      | Regionalliga Észak  | 19              | 0     | —               | —     | —               | —          | —               | —     | 19              | 0        |
| Bayer Leverkusen II | 2006–2007      | Regionalliga Észak  | 1               | 0     | —               | —     | —               | —          | —               | —     | 1               | 0        |
| Bayer Leverkusen II | 2011–2012      | Regionalliga Nyugat | 2               | 0     | —               | —     | —               | —          | —               | —     | 2               | 0        |
| Bayer Leverkusen II | Összesen       | Összesen            | 30              | 0     | —               | —     | —               | —          | —               | —     | 30              | 0        |
| Bayer Leverkusen    | 2003–2004      | Bundesliga          | 0               | 0     | 0               | 0     | —               | —          | —               | —     | 0               | 0        |
| Bayer Leverkusen    | 2004–2005      | Bundesliga          | 0               | 0     | 0               | 0     | 0               | 0          | —               | —     | 0               | 0        |
| Bayer Leverkusen    | 2005–2006      | Bundesliga          | 0               | 0     | 0               | 0     | 0               | 0          | —               | —     | 0               | 0        |
| Bayer Leverkusen    | 2006–2007      | Bundesliga          | 11              | 0     | 0               | 0     | 4               | 0          | —               | —     | 15              | 0        |
| Bayer Leverkusen    | 2007–2008      | Bundesliga          | 33              | 0     | 1               | 0     | 10              | 0          | —               | —     | 44              | 0        |
| Bayer Leverkusen    | 2008–2009      | Bundesliga          | 31              | 0     | 6               | 0     | —               | —          | —               | —     | 37              | 0        |
| Bayer Leverkusen    | 2009–2010      | Bundesliga          | 31              | 0     | 2               | 0     | —               | —          | —               | —     | 33              | 0        |
| Bayer Leverkusen    | 2010–2011      | Bundesliga          | 32              | 0     | 2               | 0     | 10              | 0          | —               | —     | 44              | 0        |
| Bayer Leverkusen    | 2011–2012      | Bundesliga          | 0               | 0     | 0               | 0     | 0               | 0          | —               | —     | 0               | 0        |
| Bayer Leverkusen    | Összesen       | Összesen            | 138             | 0     | 11              | 0     | 24              | 0          | —               | —     | 173             | 0        |
| Hamburg             | 2012–2013      | Bundesliga          | 32              | 0     | 1               | 0     | —               | —          | —               | —     | 33              | 0        |
| Hamburg             | 2013–2014      | Bundesliga          | 30              | 0     | 3               | 0     | —               | —          | 0               | 0     | 33              | 0        |
| Hamburg             | 2014–2015      | Bundesliga          | 12              | 0     | 1               | 0     | —               | —          | 2               | 0     | 15              | 0        |
| Hamburg             | 2015–2016      | Bundesliga          | 24              | 0     | 1               | 0     | —               | —          | —               | —     | 25              | 0        |
| Hamburg             | 2016–2017      | Bundesliga          | 19              | 0     | 1               | 0     | —               | —          | —               | —     | 20              | 0        |
| Hamburg             | Összesen       | Összesen            | 117             | 0     | 7               | 0     | —               | —          | 2               | 0     | 126             | 0        |
| Mainz 05            | 2017–18        | Bundesliga          | 14              | 0     | 3               | 0     | —               | —          | —               | —     | 17              | 0        |
| Mainz 05            | 2018–19        | Bundesliga          | 0               | 0     | 0               | 0     | —               | —          | —               | —     | 0               | 0        |
| Mainz 05            | Összesen       | Összesen            | 14              | 0     | 3               | 0     | —               | —          | —               | —     | 17              | 0        |
| Teljes karrier      | Teljes karrier | Teljes karrier      | 299             | 0     | 21              | 0     | 24              | 0          | 2               | 0     | 346             | 0        |

- 1.↑ a: Német kupa.
- 2.↑ a: Includes Bajnokok Ligája and Európa-liga.
- 3.↑ a: Includes Osztályozó.

### Válogatott
2015. június 6-án frissítve 
| Németország | Németország     | Németország |
| Év          | Pályára lépések | Gólok       |
| ----------- | --------------- | ----------- |
| 2008        | 3               | 0           |
| 2009        | 5               | 0           |
| 2010        | 2               | 0           |
| 2013        | 2               | 0           |
| összesen    | 12              | 0           |